# Smith & Wesson

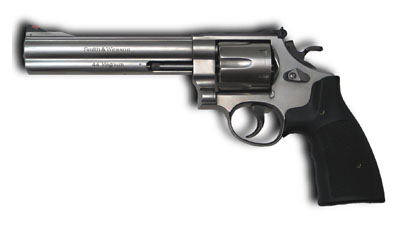
En modern Smith & Wesson Revolver (Model 629)

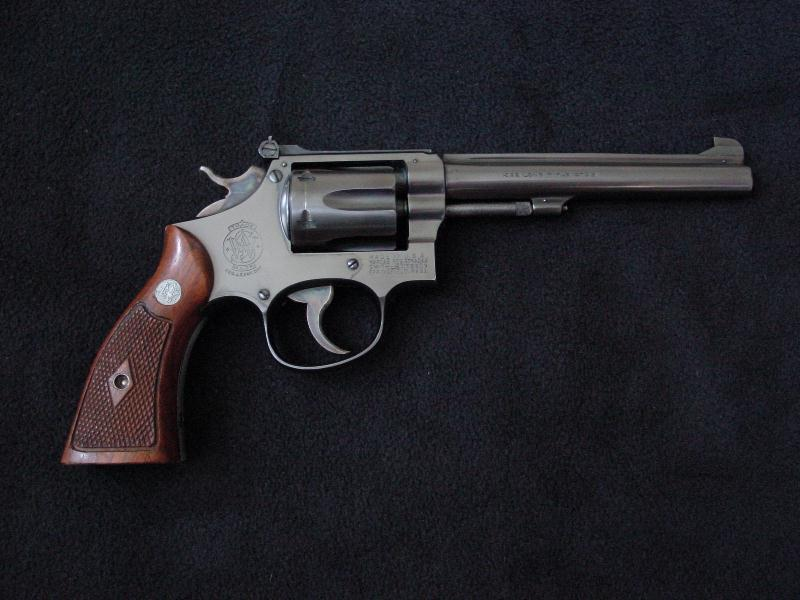
S & W K .22.

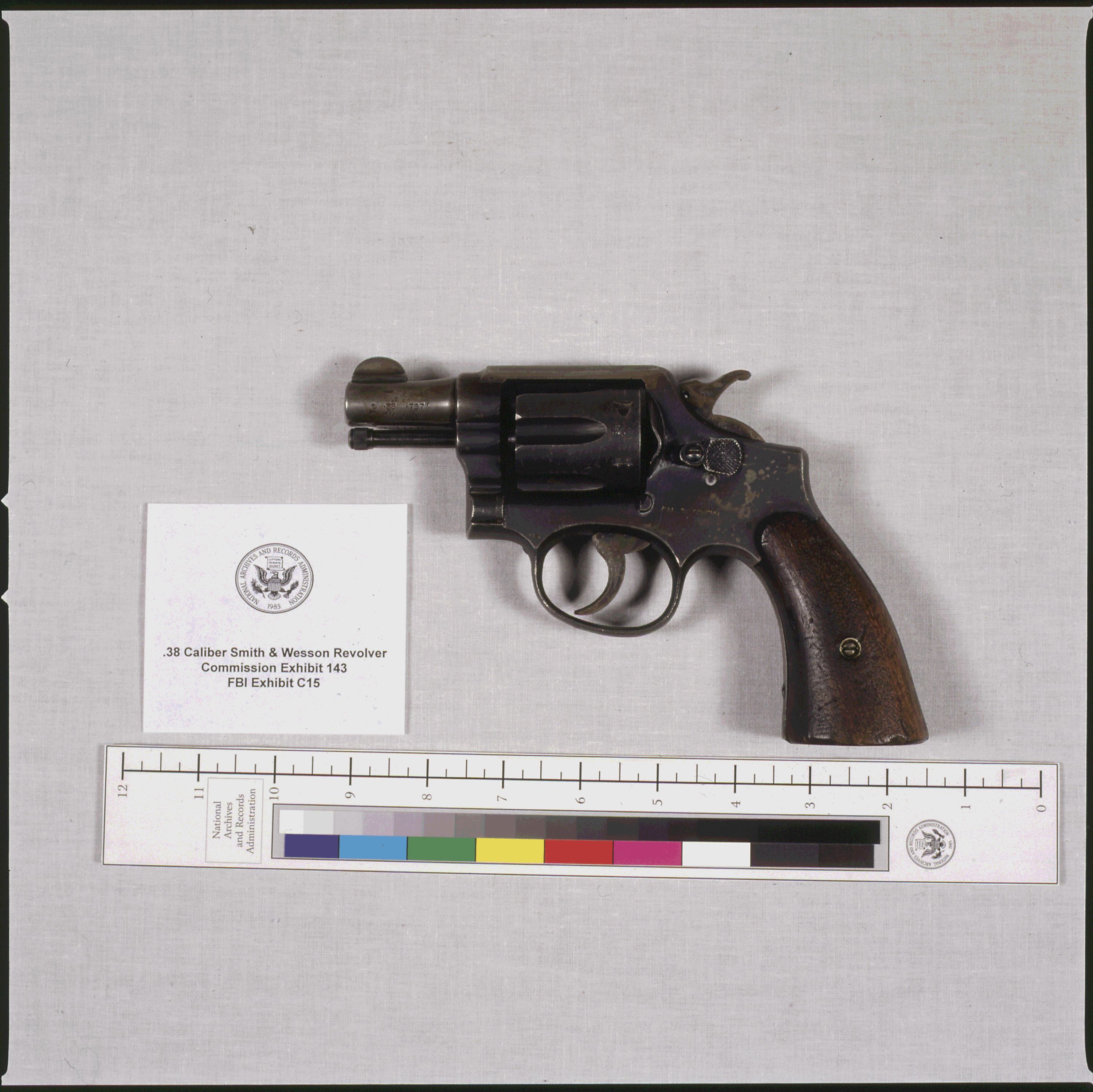
Lee Harvey Oswalds revolver som dödade J.D. Tippit, en .38 Smith & Wesson.

Smith & Wesson är USA:s största tillverkare av handeldvapen och har sitt säte i Springfield, Massachusetts. Smith & Wesson låter även tillverka soft airgun, knivar, handfängsel samt skyttetillbehör i deras namn.
Smith & Wesson grundades 1852 och är en av världens mest välkända tillverkare av handeldvapen. Vapnen populariserades bland annat av Clint Eastwood i filmerna om Dirty Harry där han använde en Smith & Wesson modell 29, kaliber .44 magnum.
Smith & Wesson innehar rekordet för världens största revolverkaliber i produktion: .500 S&W Magnum.
Namnet Smith & Wesson förekommer ofta i samband med utredningarna om mordet på Olof Palme då mordvapnet tros vara tillverkat av Smith & Wesson.